# Mariano Viscasillas y Urriza
Mariano Viscasillas y Urriza (Zaragoza, 3 de febrero de 1835-Madrid, 26 de diciembre de 1912) fue un hebraísta y epigrafista español del comparatismo.

## Biografía
Estudió en Zaragoza la enseñanza secundaria y Filosofía y Derecho con las mejores calificaciones y premios extraordinarios. Se doctoró además en ambas materias, primero en Filosofía (1858) y luego en Barcelona en Jurisprudencia (1869). En 1859 había pasado al cuerpo de Archiveros y Bibliotecarios siendo destinado a la Biblioteca de Barcelona. Obtuvo una cátedra de hebreo en Zaragoza en 1861 y de ahí pasó a otra en Barcelona en 1867, aprovechando para hacer algunos estudios sobre epigrafía semítica con motivo del hallazgo de inscripciones hebreas en Montjuich (Barcelona) y en Palau Sacosta (Gerona), con ayuda de Pío Pi y Vidal, y a la de la Universidad Central en 1881, donde le cupo la asignatura de Gramática comparada de las lenguas semíticas y donde llegó a ser decano de la Facultad de Humanidades ya en el siglo XX. Fue discípulo de José Amador de los Ríos y, a propuesta del Ministro de Fomento, fue nombrado comendador de la Orden de Isabel la Católica junto con otros catedráticos.
En 1872 publicó una Gramática hebrea (Leipzig: Brockaus, 1872) de escuela comparatista que venía a desterrar los prejuicios de la de Antonio García Blanco, de forma que fue adoptada como libro de texto para la asignatura en la mayor parte de las Universidades y Seminarios de España; su segunda edición, considerablemente aumentada y en dos volúmenes, es de 1895. Rufino Blanco afirma que también imprimió una Gramática caldea (Madrid, 1895). Aún siguen inéditas muchas de sus traducciones del hebreo y un Diccionario de esa misma lengua. Publicó además tres discursos: uno sobre el Libro de Job, otro sobre la importancia de los estudios de la Facultad de Filosofía y Letras y un tercero sobre origen y formación de las lenguas vulgares. Presidió el Consejo de Instrucción Pública reformado por Alberto García-Alix.
Francisco Cantera Burgos lo describe como "un anciano de setenta y cinco años, pulcro y afable. Me parece verle y escucharle; vestido de negro, con gabán hasta en junio y siempre enchisterado".

## Obras
- Gramática hebrea. Leipzig: Brockaus, 1872 y Barcelona: Librería Viuda de Subirana, 1872.
- Nueva gramática hebrea comparada con otras semíticas: precedida de una larga reseña histórica: y seguida de un manual práctico, un resumen de dicha gramática y una breve gramática caldea Madrid: Est. Tip. Sucesores de Rivadeneyra, 1895, 2 vols.
- Elementos de gramática hebrea: para uso de los Seminarios Conciliares y demás establecimientos docentes, Madrid: Tip. Sucesores de Rivadeneyra, 1895.
- Origen y formación de las lenguas vulgares: discurso leído en la Universidad Central por Don Mariano Viscasillas y Urriza en el acto de recibir la investidura de doctor en la Facultad de Filosofía, sección de Literatura. Madrid: Imp. de Tejada, 1858.
- Discursos leídos ante el Claustro de la Universidad de Zaragoza, en el acto solemne de la recepción del catedrático de lengua hebrea Dr. D. Mariano Viscasillas y Urriza el día de junio de 1862. [contestación de D. José Puente y Villamia], Zaragoza: Agustín Peiró, 1862.
- Discurso leído en la inauguración de la Universidad de Zaragoza el 1 de octubre de 1865, Zaragoza: Imprenta y litografía de Agustín Peiró, 1865.
- Programa de la asignatura de lengua hebrea. Madrid, Tip. Sucesores de Rivadeneyra, 1892.
- Nueva crestomatía hebrea: seguida de un breve vocabulario de todas las palabras en ella contenidas: para uso de las universidades y seminarios, Madrid: Sucesores de Rivadeneyra, 1895.
- Gramática caldea (Madrid, 1895)